# Badminton-Junioreneuropameisterschaft 1983
Die Badminton-Junioreneuropameisterschaft 1983 fand vom 30. März bis zum 2. April 1983 in Helsinki statt.

## Medaillengewinner
| Disziplin    | Gold | Silber | Bronze |
| ------------ | --- | --- | --- |
| Herreneinzel | Claus Thomsen | Karsten Schultz | Pierre Pelupessy |
| Herreneinzel | Claus Thomsen | Karsten Schultz | Stellan Österberg |
| Dameneinzel  | Helen Troke | Christine Magnusson | Birgitte Hindse |
| Dameneinzel  | Helen Troke | Christine Magnusson | Dorthe Lynge |
| Herrendoppel | Chris Rees Lyndon Williams | Claus Thomsen Karsten Schultz | Darren Hall Stuart Spurling |
| Herrendoppel | Chris Rees Lyndon Williams | Claus Thomsen Karsten Schultz | Timothy Moseley Peter Walden |
| Damendoppel  | Lisa Chapman Jane Shipman | Christine Magnusson Jeanette Kuhl | Astrid van der Knaap Nicole van Zijderveld |
| Damendoppel  | Lisa Chapman Jane Shipman | Christine Magnusson Jeanette Kuhl | Gillian Martin Jennifer Allen |
| Mixed        | Anders Nielsen Gitte Paulsen | Stellan Österberg Christine Magnusson | Ralf Rausch Susanne Altmann |
| Mixed        | Anders Nielsen Gitte Paulsen | Stellan Österberg Christine Magnusson | Timothy Moseley Lisa Chapman |
| Mannschaften | England Darren Hall Miles Johnson Timothy Moseley Stuart Spurling Peter Walden Lisa Chapman Alison Fisher Jane Shipman Helen Troke | Dänemark Anders Nielsen Henrik Lunde Jan Paulsen Karsten Schultz Claus Thomsen Birgitte Hindse Dorthe Lynge Gitte Paulsen Gitte Søgaard Lene Sørensen | Schweden Mikael Erliksson Jonas Hellmer Jens Olsson Stellan Österberg Jeanette Kuhl Catharina Andersson Christine Magnusson Charlotta Wihlborg |

## Resultate

### Halbfinale
| Disziplin    | Sieger                                | Finalist                                   | Ergebnis            |
| ------------ | ------------------------------------- | ------------------------------------------ | ------------------- |
| Herreneinzel | Claus Thomsen                         | Pierre Pelupessy                           | 15–11, 15–12        |
| Herreneinzel | Karsten Schultz                       | Stellan Österberg                          | 15–18, 15–10, 15–11 |
| Dameneinzel  | Christine Magnusson                   | Birgitte Hindse                            | 11–7, 11–9          |
| Dameneinzel  | Helen Troke                           | Dorthe Lynge                               | 11–2, 11–3          |
| Herrendoppel | Chris Rees Lyndon Williams            | Peter Walden Timothy Moseley               | 15–10, 18–15        |
| Herrendoppel | Claus Thomsen Karsten Schultz         | Darren Hall Stuart Spurlig                 | 17–14, 15–8         |
| Damendoppel  | Christine Magnusson Jeanette Kuhl     | Astrid van der Knaap Nicole van Zijderveld | 13–15, 15–6, 15–11  |
| Damendoppel  | Jane Shipman Lisa Chapman             | Gillian Martin Jennifer Williamson         | 15–7, 15–2          |
| Mixed        | Anders Nielsen Gitte Paulsen          | Timothy Moseley Lisa Chapman               | 15–4, 7–15, 15–11   |
| Mixed        | Stellan Österberg Christine Magnusson | Ralf Rausch Susanne Altmann                | 15–12, 15–12        |

### Finale
| Disziplin    | Sieger                       | Finalist                              | Ergebnis     |
| ------------ | ---------------------------- | ------------------------------------- | ------------ |
| Herreneinzel | Claus Thomsen                | Karsten Schultz                       | 15–11, 15–4  |
| Dameneinzel  | Helen Troke                  | Christine Magnusson                   | 11–5, 12–10  |
| Herrendoppel | Chris Rees Lyndon Williams   | Claus Thomsen Karsten Schultz         | 15–12, 18–16 |
| Damendoppel  | Jane Shipman Lisa Chapman    | Christine Magnusson Jeanette Kuhl     | 15–6, 15–9   |
| Mixed        | Anders Nielsen Gitte Paulsen | Stellan Österberg Christine Magnusson | 15–7, 15–12  |

## Mannschaften

### Endstand
- 1.  England
- 2.  Dänemark
- 3.  Schweden
- 4.  Niederlande
- 5.  Schottland
- 6.  Deutschland
- 7.  Sowjetunion
- 8.  Wales
- 9.  Norwegen
- 10.  Irland
- 11.  Österreich
- 12.  Polen
- 13.  Belgien
- 14.  Finnland
- 15.  Island
- 16.  Schweiz
- 17.  Frankreich